# Jean Carlo Witte
Jean Carlo Witte (Blumenau, 24 september 1977) is een voormalig Braziliaans voetballer.

## Clubcarrière
Jean Carlo Witte speelde tussen 1995 en 2010 voor Santos, Bahia, FC Tokyo en Shonan Bellmare.